# Xmoto
XMoto – komputerowa gra platformowa będąca programem open source. Stworzona w 2005 roku dla systemów Linux dostępna jest dziś również dla innych platform.

## Rozgrywka
XMoto to wzorowana na grze Elasto Mania dwuwymiarowa symulacja motocrossu, w której ważną rolę pełni fizyka. Podczas rozgrywki gracz kieruje motocyklem, pokonując różnego rodzaju przeszkody. Aby ukończyć poziom, należy zebrać wszystkie znajdujące się na planszy truskawki, a następnie dotknąć kwiatka. Gracz przegrywa poziom, gdy dotknie głową jakiegoś obiektu mapy, lub gdy motocykl dotknie niszczyciela (wrecker). Przejazd gracza można zapisać, a następnie go odtworzyć bądź użyć go jako ducha. Istnieje możliwość gry przez sieć, jednak polega to na kooperacji na losowo wybranej mapie lub jedynie wyświetlenia duchów innych graczy.
Użytkownik może stworzyć własną mapę używając programu Inkscape z zainstalowaną wtyczką Inksmoto.

## Grafika i dźwięk
Grafika jest prosta. Gra jest wyłącznie dwuwymiarowa, jednak używa przyspieszenia sprzętowego 3D (OpenGL) do szybszego renderowania. Dźwięk jest również prosty. Gra odtwarza jedynie dźwięk silnika, dźwięki przegrania bądź wygrania poziomu, a także muzykę w menu i podczas gry.

## Fizyka
Gra używa silnika Open Dynamics Engine do symulowania fizyki. Zmian, takich jak przesuwanie i obracanie obiektów, zmiana grawitacji i wiele innych można dokonywać używając języka Lua. Od wersji 0.5.0 zintegrowano grę z silnikiem Chipmunk, co pozwala na wierniejsze odwzorowanie fizyki na wybranych obiektach na mapie.